# Inteligência em hienas

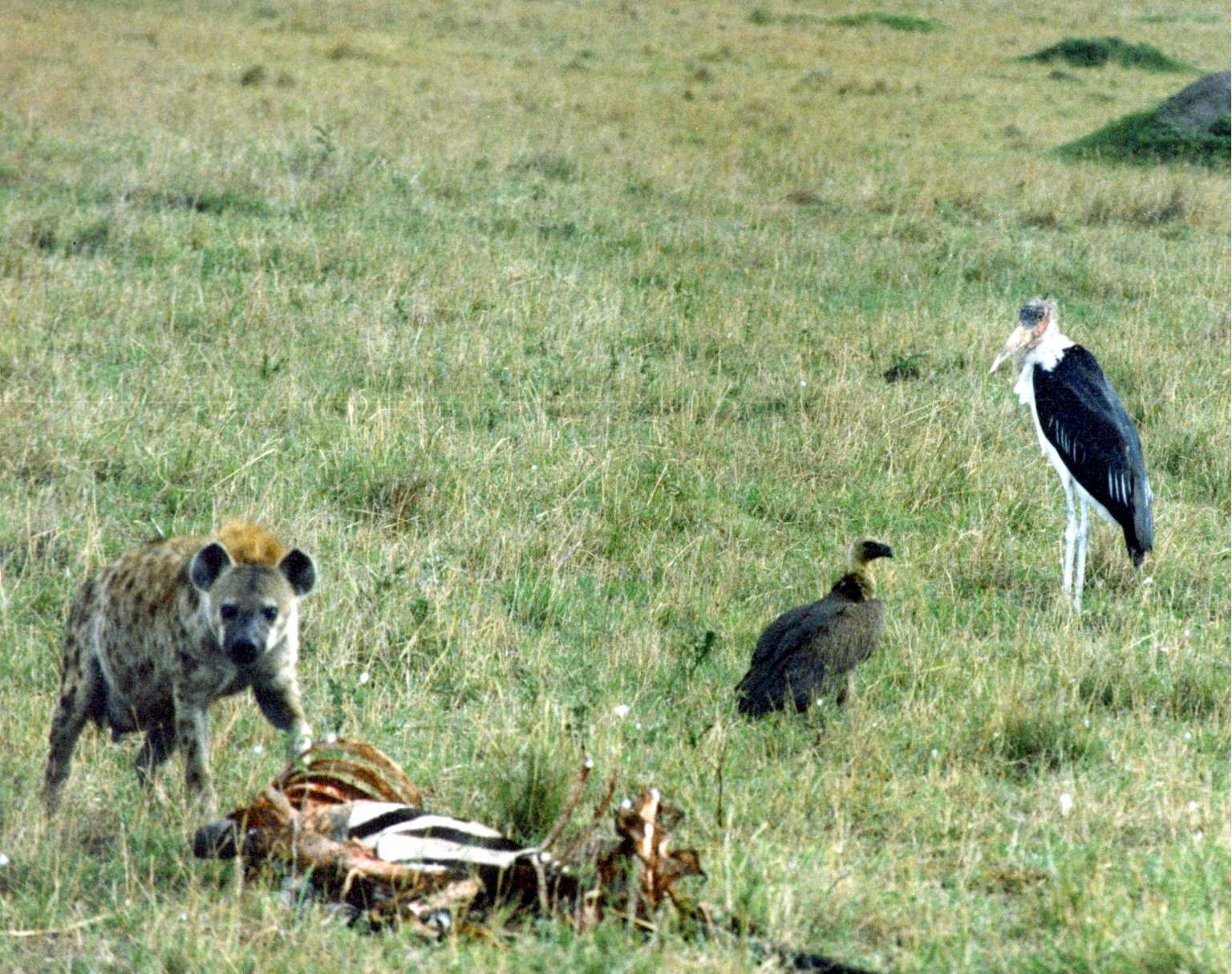
Por constituirem sociedades complexas de animais de hábitos noturnos, a acústica é um canal importante de comunicação para as hienas. Na imagem, um exemplar no parque do Masai Mara.

Os estudos da inteligência em hienas têm demonstrado que tais animais são dotados de um aparato cognitivo capaz de lhes propiciar diversas ações que podem ser compreendidas como sinais de inteligência. A partir de estudos realizados nas savanas do sul do Quênia, percebeu-se que complexidade da vida social levou ao desenvolvimento de um cérebro grande e complexo.